# Lúcia Veríssimo
Lúcia Veríssimo de Araújo Silva (Rio de Janeiro, 11 de julho de 1958) é uma atriz, autora, diretora e empresária brasileira. Soma mais de vinte trabalhos em televisão, incluindo telenovelas, especiais e seriados. 

## Biografia
Nascida e criada no Leblon em uma família de classe média alta, cursou a faculdade de jornalismo na Universidade da Cidade, exercendo a profissão por pouco tempo, visto que descobriu a paixão pelo teatro. 
É filha de Yvonne Veríssimo da Silva e do maestro Severino Filho, compositor, arranjador, pianista, cantor e fundador do conjunto vocal Os Cariocas. 
Estudou no Colégio Rio de Janeiro com a atriz Christiane Torloni, que a incentivou à carreira no cinema. Começou no teatro aos seis anos de idade e estudou no Teatro Tablado na adolescência, de Maria Clara Machado.

## Carreira
Em 1978 faz seu primeiro trabalho no cinema e em 1980, ingressa em sua primeira telenovela, na Rede Globo de Televisão, intitulada Marina. Em 1981, faz a novela de Benedito Ruy Barbosa, Os Imigrantes, na TV Bandeirantes, que foi um sucesso internacional, levando seu nome pela primeira vez ao exterior. Depois voltou a trabalhar na Globo onde ficou por muitos anos atuando em dezenas de novelas, seriados, programas semanais e minisséries. Fez diversas novelas e séries com destaque como Champagne; Roda de Fogo; Mandala; O Salvador da Pátria; Delegacia de Mulheres; Araponga; O Sorriso do Lagarto; Despedida de Solteiro; Agosto; Cara & Coroa; Esperança; Amor e Revolução e Amor à Vida.
Em 1982, engajou-se na formação do Partido Verde, ao lado de Fernando Gabeira. No mesmo ano, fundou a Canela Produções para gerenciar os projetos da carreira. Com a Canela, produziu espetáculos teatrais, CDs e programas de TV, entre eles Terra Brasil, filmado em película, em 1997, o qual foi premiado no New York Festival. 
No fim dos anos 90 concluiu sua segunda universidade, onde estudou Direção de Fotografia e Edição na American University, em Washington, D.C., ja tendo cursado Jornalismo na Universidade da Cidade, no Rio de Janeiro.
Não se define como homossexual ou bissexual mas como "sexual", não gosta de rótulos, segundo ela "isso é uma simples nomenclatura inventada por Freud para poder colocar cada um no seu lugar".
Tornou-se vegetariana em 1983, onde nesta época iniciou o trabalho de ativista em prol dos direitos dos animais, apoia o movimento Segunda sem carne.
É proprietária de uma fazenda em Minas Gerais, a "Fazenda Independência", onde cria cavalos das raças Mangalarga Marchador e Quarto de Milha, entre outros animais. Começou sua relação com cavalos ainda jovem. Fez Hipismo Clássico e e depois foi campeã de Apartação de Bois (Cutting), uma das modalidades de esporte que o Quarto de milha está apto. A criação não tem fins comerciais e os animais são cuidados com acupuntura, homeopatia e alimentação orgânica. Outra linha de negócios da atriz é a marca personalizada de cachaça assinada por ela, a LV.
Em 2010, estreou a peça Usufruto , primeira peça de autoria pessoal, da qual também é produtora e foi indicada ao premio de melhor atriz e autora em 2012.
Foi capa da edição brasileira da revista Playboy em 1983 e 1988.
Em 2015 começou a filmar o documentário  Eu, Meu Pai e os Cariocas - 70 Anos de Música no Brasil, em homenagem aos 70 anos de palco do seu pai. O filme estreou em abril de 2017 como Abertura Oficial do Festival Internacional É Tudo Verdade. Acumulou os prêmios de Melhor Filme do Juri Oficial no Festival In-Edit (Brasil e Barcelona) e Melhor Filme do Júri Popular e Menção Honrosa do Júri Oficial do Festival MUVi, em Lisboa, Melhor Filme no Festival Agenda Brasil em Milão, Roma e Torino (Itália).

## Filmografia

### Televisão
| Ano     | Título                 | Personagem                     | Notas                              |
| ------- | ---------------------- | ------------------------------ | ---------------------------------- |
| 1980    | Marina                 | Ana Noronha                    |                                    |
| 1981    | Os Imigrantes          | Isabel Avanzo (jovem)          |                                    |
| 1983    | Parabéns pra Você      | Zélia Arruda (assaltante)      |                                    |
| 1983    | Vídeo Show             | Apresentadora                  |                                    |
| 1983    | Champagne              | Eliana El Adib (Eli)           |                                    |
| 1984    | Santa Marta Fabril S.A | Marta Lopes Aguiar (Martinha)  |                                    |
| 1986    | Roda de Fogo           | Laís Brandão                   |                                    |
| 1987    | Mandala                | Letícia Ramalho                |                                    |
| 1989    | O Salvador da Pátria   | Bárbara Souza Telles           |                                    |
| 1989    | O Cometa               | Isabel Abreu                   |                                    |
| 1990    | Delegacia de Mulheres  | Marineide da Silva             |                                    |
| 1990    | Araponga               | Tamara Paranhos                |                                    |
| 1991    | O Sorriso do Lagarto   | Francisbel Magalhães (Bebel)   |                                    |
| 1992    | Despedida de Solteiro  | Flávia Souza Bastos            |                                    |
| 1993    | Agosto                 | Luciana Gomes de Aguiar        |                                    |
| 1994    | Você Decide            | —                              | Episódio: "Em Família"             |
| 1995    | Você Decide            | Miriam                         | Episódio: "Pacto de Silêncio"      |
| 1995    | Cara & Coroa           | Nadine Gonçalves               |                                    |
| 1998    | Você Decide            | —                              | Episódio: "Implosão"               |
| 1998    | Malhação               | Cristine Moraes                |                                    |
| 1999    | Você Decide            | —                              | Episódio: "O Esposo"               |
| 1999    | Andando nas Nuvens     | Flora Dumont Lacerda           |                                    |
| 1999    | O Belo e as Feras      | Helena Leal                    | Episódio: "As Aparências Encantam" |
| 2000    | Uga Uga                | Maria Pellegrino (Maria Louca) |                                    |
| 2002    | Esperança              | Francisca Moreira Alves        |                                    |
| 2005    | América                | Gilmara Madureira (Gil)        |                                    |
| 2006    | Linha Direta           | Yvonne Bezerra de Mello        | Episódio: "Chacina da Candelária"  |
| 2008    | Guerra e Paz           | Bruna Guerra                   | Episódio: "Mães & Pais"            |
| 2011    | Amor e Revolução       | Jandira Maciel (Dira)          |                                    |
| 2013    | Amor à Vida            | Mariah Piattini                |                                    |
| 2022-25 | Rensga Hits!           | Maria Abadia Medeiros          |                                    |
| 2026    | Dona Beja              | Idalina Botelho                |                                    |

### Cinema
| Ano  | Título                               | Personagem |
| ---- | ------------------------------------ | ---------- |
| 1979 | Ariella                              | Fernanda   |
| 1981 | Filhos e Amantes                     | Sílvia     |
| 1981 | A Mulher Sensual                     | —          |
| 1982 | Um casal de 3                        | Márcia     |
| 1985 | Jeitosa, um assunto muito particular | Jeitosa    |
| 1997 | O homem nu                           | Marina     |
| 2001 | As feras                             | Sônia      |
| 2017 | Eu, Meu Pai e Os Cariocas (diretora) |            |

## Prêmios e indicações
| Ano  | Associações             | Categoria                    | Nomeações                 | Resultado | Ref.   |
| ---- | ----------------------- | ---------------------------- | ------------------------- | --------- | ------ |
| 2002 | Prêmio Contigo! de TV   | Melhor Vilã                  | Esperança                 | Indicado  |        |
| 2017 | Festival In-Edit        | Melhor Filme do Júri Oficial | Eu, Meu Pai e os Cariocas | Venceu    | [ 19 ] |
| 2017 | Festival MUVi de Cinema | Melhor Filme (júri popular)  | Eu, Meu Pai e os Cariocas | Venceu    | [ 19 ] |
| 2017 | Festival MUVi de Cinema | Menção Honrosa do Júri       | Eu, Meu Pai e os Cariocas | Venceu    | [ 19 ] |
| 2017 | Festival Agenda Brasil  | Melhor Filme                 | Eu, Meu Pai e os Cariocas | Venceu    | [ 19 ] |